# Clusia spathulifolia
Clusia spathulifolia är en tvåhjärtbladig växtart som beskrevs av Adolf Engler. Clusia spathulifolia ingår i släktet Clusia och familjen Clusiaceae. Inga underarter finns listade i Catalogue of Life.